# Strejești (gmina)
Strejești – gmina w Rumunii, w okręgu Aluta. Obejmuje miejscowości Colibași, Mamura, Strejeștii de Sus i Strejești. W 2011 roku liczyła 3237 mieszkańców.